# Ялтинское градоначальство
Я́лтинское градонача́льство — административно-территориальная единица на территории Крыма, существовавшая в 1914—1917 годах. Последнее из созданных в Российской Империи градоначальств. Официальная газета — «Ведомости Ялтинского градоначальства».

## История
Вопрос о создании градоначальства поднимался в 1880, 1901 и 1908 годах, но не получил дальнейшего движения «в виду сложности мероприятия и затруднительности решения в благоприятном для местности смысле».
Во время революции 1905—1907 годов, когда для территории многочисленных царских резиденций, включая главную — Ливадию понадобился усиленный режим безопасности, власть в Ялте и окрестностях была передана Таврическим губернатором военному командиру — полковнику И. А. Думбадзе. Последний при этом оставался командиром своей части, совмещая таким образом военную и полицейскую власть. Организационных преобразований администрации при этом сделано не было, власть осуществлялась в правовом режиме Положения чрезвычайной охраны 1881 года.
Думбадзе правил с позиций крайней реакции, что впрочем частично оправдывается постоянной террористической угрозой царской семье и высшим сановникам империи. Сам он пережил в 1907 в Ялте покушение, организованное эсерами, был контужен. Пользовался личным доверием царя. После получения звания генерал-майора и назначения командиром 2-й бригады 34-й пехотной дивизии фактически управлял Ялтой как военный начальник до 1912 года.
Ялтинское градоначальство было создано 18 июня 1914 года на части территории Ялтинского уезда, хотя составившие градоначальство Ялта и Алушта в земско-хозяйственном отношении оставались в составе Таврической губернии и в введении Таврического губернатора, а выделенная часть территории Ялтинского уезда подчинялась ялтинскому градоначальнику только в полицейском отношении.
В состав градоначальства вошли города Ялта и Алушта, часть Ялтинского уезда с севера на юг от горного хребта Яйлы до Чёрного моря, с запада на восток населённые пункты от Байдарских ворот и мыса Ласпи до деревни Ускут включительно, Южнобережное лесничество, Козьмо-Демьянский монастырь и находящаяся около него Царская охота, местечки возле имений Алупка, Гурзуф, Кореиз, Мисхор, Профессорский уголок, Симеиз, Суук-Су, Форос, удельные имения Ай-Даниль, Кучук-Ламбат и Чукурлар, императорские имения Ливадия, Массандра и Ореанда, Никитиский сад с его школами, лабораторией, питомником и винным подвалом Магарача. В полицейском отношении градоначальство состояло из 4 полицейских участков (Алупкинского, Гурзуфского, Симеизского и Форосского) и 2 городских полицейских управлений в Алуште и Ялте.
Фактически прекратило существование сразу после Февральской революции. Формально упразднено 01 сентября 1917 года.

## Список градоначальников
1. 01.07.1914—15.08.1916: Свиты генерал-майор Иван Антонович Думбадзе (1851—1916).
2. 15.08.1916—02.03.1917: генерал-майор Александр Иванович Спиридович (1873—1952); арестован во время Февральской революции.